# 何毅夫
何毅夫（？—？），名懋士，字毅夫，号介园，广东广州府顺德县三桂人。清朝官员。

## 生平
乾隆元年（1736年）与父亲（何友桐，东房十七世祖，字敦复，号焦亭）为同榜举人，乾隆十年（1745年）乙丑科殿试第三甲，赐同进士出身，实授广西平乐府昭平县知县，后升永安州知州，入广西名宦祠，行谊亦载于《顺德县志》。

## 家族
妻仇氏，生五子，三子文榧，甲午举人，榜名炎光。